# Empire of the Over-Mind
Empire of the Over-Mind un jeu vidéo d’aventure publié par Avalon Hill en 1981 sur Apple II, Atari 8-bit, Commodore PET et TRS-80. Le jeu se déroule dans un monde médiéval-fantastique sous la domination d’une puissante entité, l’Overmind, et de son armée. Ce monde est constitué de deux planètes, entre lesquelles le joueur peut voyager par des moyens magiques. L’objectif du joueur est d’éliminer l’Overmind. Le jeu est entièrement en mode texte et ne dispose d’aucuns graphismes. Une interface en ligne de commande associé à un analyseur syntaxique permet au joueur de donner des ordres à son personnage en combinant un verbe et un nom, comme par exemple « GO TO DOOR » ou « CLIMB TREE »,. Outre la disquette ou la cassette du jeu, son packaging inclut notamment un poème, The Rythme of the Overmind, qui conte la légende de l’Overmind.